# Urbs
Il termine latino urbs, reso in italiano con "urbe", indica propriamente la città latina per antonomasia, intesa però come l'insieme degli edifici e delle infrastrutture; la civitas in senso stretto, dotata di un proprio confine sacro, il pomerium, e dunque consacrata agli dei. La presenza di tale recinto sacrale la distingue dall'oppidum, cioè la semplice città fortificata, priva delle prerogative religiose e politiche dell'urbe.
La distinzione dell'urbe dall'oppidum si originava dunque sin dalla fondazione del centro, che nell'urbe era accompagnata da cerimonie religiose durante le quali veniva tracciato il sacro solco attorno al quale sarebbero poi state erette le mura. Il solco, detto appunto pomerium, delimitava l'area interna destinata alla vita civile da quella esterna, destinata alle funzioni militari. All'interno del pomerio dunque il cittadino era propriamente un civis, con tutti i suoi diritti e le sue prerogative, e la proibizione di recare armi, mentre all'esterno esso poteva diventare miles, cioè guerriero al servizio della città, assoggettato a regole più restrittive. La parte sacralizzata della città poi destinata alle funzioni di centro religioso e politico, oltre che abitativo.
Nel sistema delle città latine, le urbes erano dunque le città-stato con funzioni politiche e religiose attorno alle quali gravitavano gli oppida. Poi, con l'espansione dello Stato romano fu Roma ad assurgere al ruolo di urbs per antonomasia, in quanto città cuore dell'Impero.
All'epoca dell'Impero romano due sole città si fregiarono del titolo Urbs: Roma, la città per antonomasia, spesso nominata Urbe, e Urbs Salvia, appunto Urbisaglia nelle Marche.